# Saint-Hilaire-de-Chaléons
Saint-Hilaire-de-Chaléons is een gemeente in het Franse departement Loire-Atlantique (regio Pays de la Loire). De plaats maakt deel uit van het arrondissement Saint-Nazaire. Saint-Hilaire-de-Chaléons telde op 1 januari 2022 2.376 inwoners.

## Geografie
De oppervlakte van Saint-Hilaire-de-Chaléons bedroeg op 1 januari 2022 34,98 vierkante kilometer; de bevolkingsdichtheid was toen 67,9 inwoners per km².

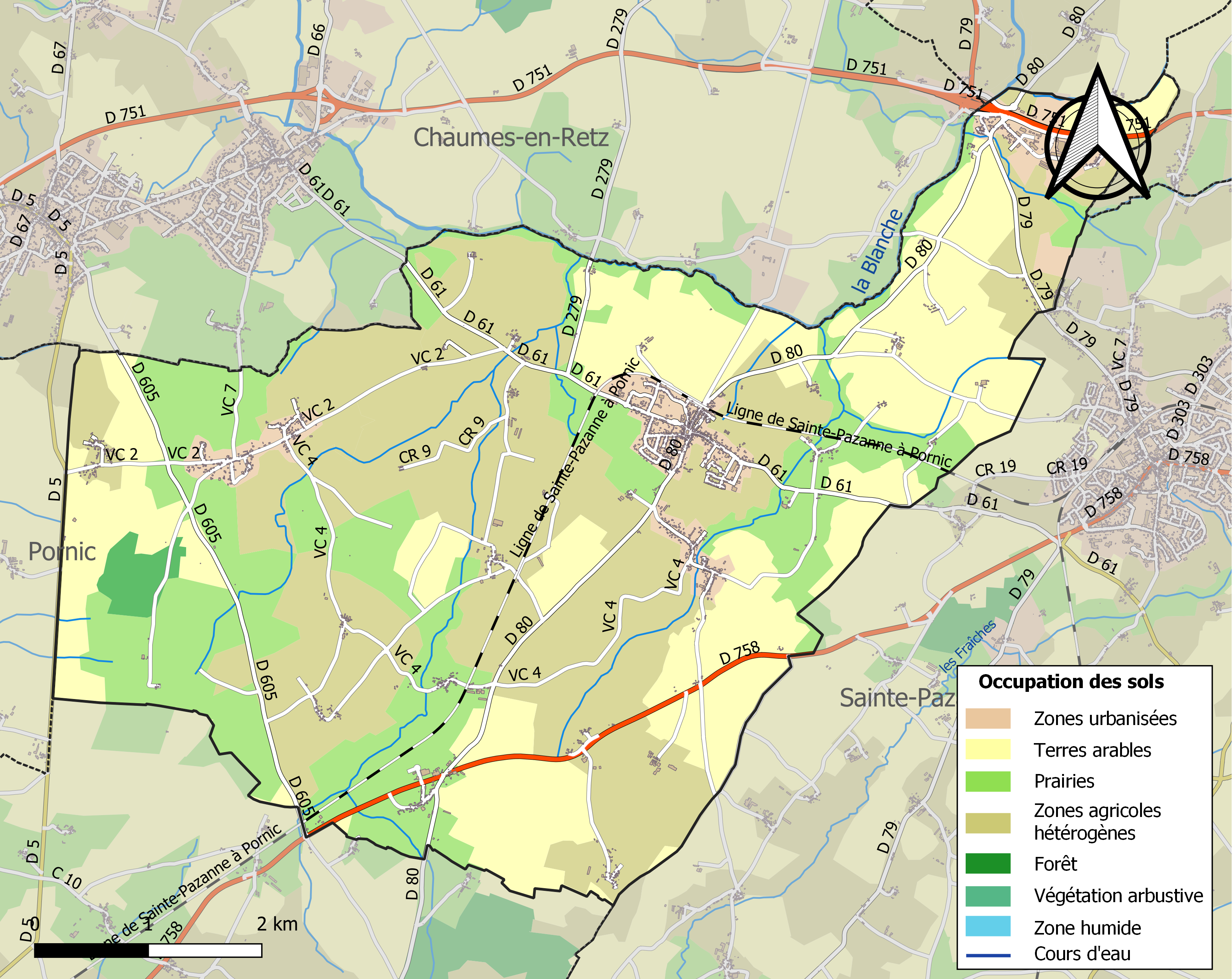
Kaart van de gemeente met de belangrijkste infrastructuur, bodemgebruik en omliggende gemeenten

## Demografie
Onderstaande figuur toont het verloop van het inwonertal (bron: INSEE-tellingen).